# Heike Kemmer
Heike Kemmer (Berlin, 1962. április 24. –) német díjlovaglónő, sportágának kétszeres olimpiai bajnoka.
Heike Kremer közgazdaságtudományi egyetemet végzett. 1983-ban győzött először a német ifjúsági bajnokságban és ugyanebben az évben Münchenben a junior EB-n is ezüstérmet szerzett. 1984-ben már a felnőtt német bajnokság második helyezettje volt. Az 1980-as évek közepén megírta diplomamunkáját és családot alapított, így a sport háttérbe szorult életében. 1990-ben Berlinből Alsó-Szászországba költözött. Az 1992-es barcelonai olimpiára nem tudta kvalifikálni magát. A lovassport csúcsaira csak az 1990-es végére tudott újra felkapaszkodni. A sidney-i olimpián csak tartaléklovasként vehetett részt. A világsikert az athéni olimpia hozta el számára, ahol a német díjlovagló-csapat tagjaként lett olimpiai bajnok, majd e sikerét 2008-ban Pekingben megismételte.